# Peyton H. Colquitt
Peyton H. Colquitt was een van de vier Zuidelijke officieren met de rang van kolonel die sneuvelde tijdens de Slag bij Chickamauga.

## Amerikaanse Burgeroorlog
Peyton H. Colquitt was de zoon van de Volksvertegenwoordiger Walter T. Colquitt en zijn vrouw Nancy. Zijn broer van brigadegeneraal Alfred Holt Colquitt die later senator en gouverneur van Georgia werd.
Tijdens de Amerikaanse Burgeroorlog vocht Colquitt in de twee slag van het conflict, namelijk de Slag bij Sewell's Point als kapitein van de Columbus Light Guard, een eenheid uit Georgia. Later zou hij de 46th Georgia Infantry aanvoeren, een eenheid die in 1862 was opgericht. Kolonel Colquitt vocht in de Slag bij Chickamauga waar hij op 20 september 1863 dodelijk gewond raakte. Hij voerde de States Right Gist aan. Gist was een commandant van een divisie onder leiding van generaal-majoor W. H. T. Walker, die het reservekorps van het Army of Tennessee aanvoerde. Op de plaats waar Colquitt sneuvelde staat een herdenkingssteen. Hij stierf twee dagen later.
Kolonel Colquitt werd begraven op Linwood Cemetery in Columbus, Georgia. Zijn echtgenote Julia Flourny Hurt Colquitt is in de buurt begraven.